# صليب أغاديز

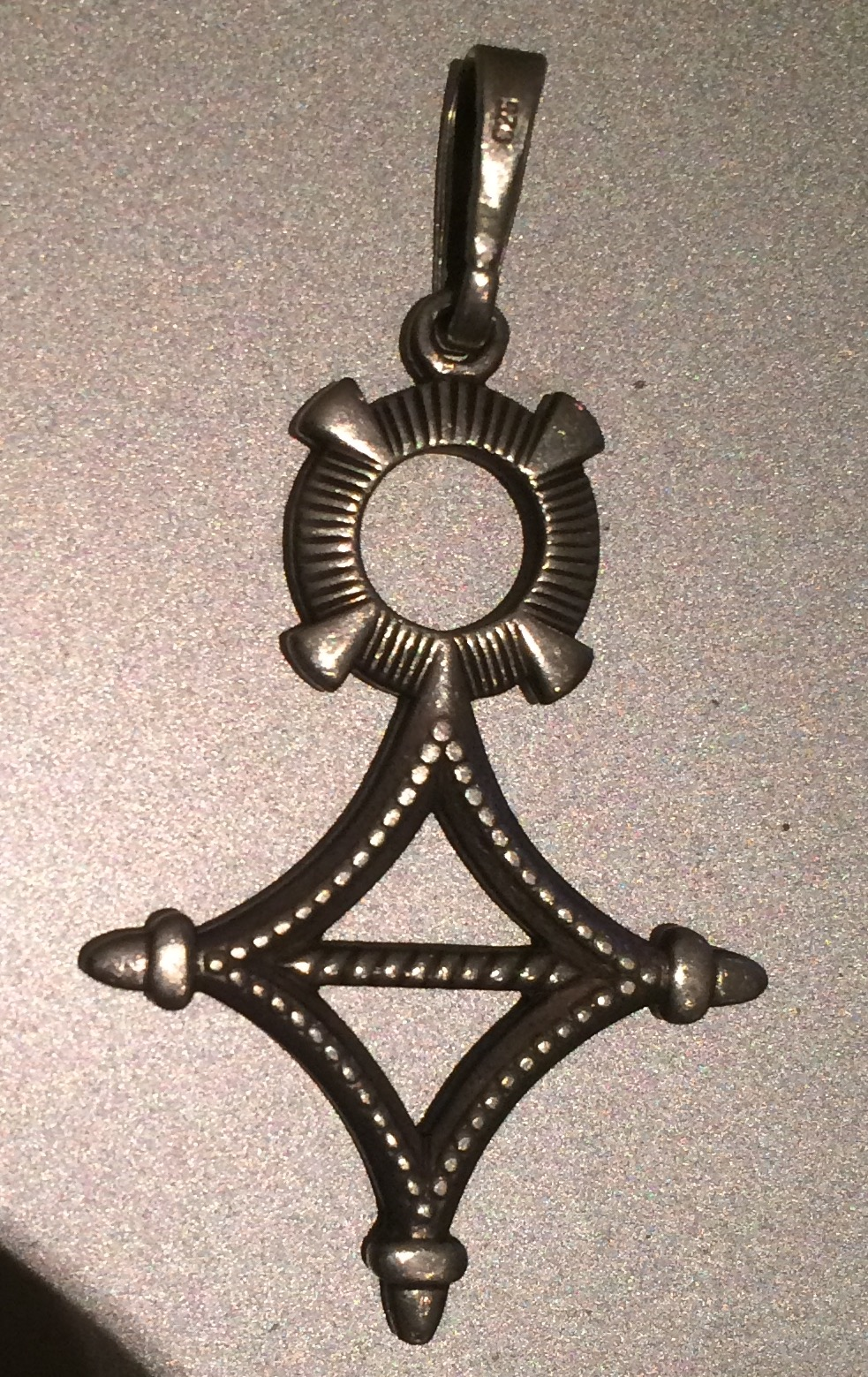
صليب اغاديز

يعتبر صليب أغاديز (يعرف أيضًا تحت اسم صليب أغاديس) المثال الأكثر شيوعًا لفئة من المجوهرات الامازيغية الصحراوية المصنوعة بشكل خاص من قبل الطوارق، وهم شعب أمازيغي يعيش في الصحراء. عدد قليل فقط من هذه الجواهر يشبه حقًا في شكله الصليب المسيحي. إنها، بالنسبة لمعظمهم، قلادة ذات صورة ظلية متنوعة، مرتبطة إما بصليب (تنجيلة) أو بشكل لوحة أو درع (تلحاكم). إذا كان أولهما مصنوعًا من الحجر أو النحاس، فإن الحدادين يستخدمون الفضة عمومًا وتسمى عملية الصب " الشمع المفقود دون طرق على المعدن  .

## تسمية
عادة ما تسمى هذه الصلبان tanaghilt (tanaɣilt) وهو من أحد أنواع الصلبان، أو tasagalt ، وتعني «المصبوب في قالب». غالبًا ما تُعرف المجوهرات المصنوعة من الحجر الناعم والمُقطوعة من صفائح من النحاس أو الألومنيوم أو أي معادن أخرى باسم Talhakim  ، وهو مصطلح يستخدم للمجوهرات التي تشبه شكل الصفيحة أو الدرع.
نجد عند لهجة التماشك اسما بديلا، ولكن يشير إلى المعلقات بشكل عام، هو الزكاة (لا علاقة له بالزكاة الإسلامية). ينتشر أيضا مصطلح الهوسا "kaulé " في منطقة الساحل.

## استخدام
يقتصر الاستخدام الحالي للتناغلت والتلحاكم على عدد قليل من قبائل الطوارق: كل أير وكل قرس؛ وكذلك الجماعات الإثنية غير البربرية التي تبنتهم وتعيش في منطقة أغاديز والسهول الواقعة جنوب الإهرازر، مثل الفولاني والهوسة وغوبيرفداوا. هذه الجواهر نادرة ويكاد يتجاهلها الطوارق الآخرون. كزينة، يتم تعليقها من الرقبة أو، على وجه الخصوص في حالة التنانيل، مثبتة على حجاب المرأة، على الوجه، ولكنها مقلوبة، أي بالنقطة إلى الأعلى.

## المعنى
عادةً ما تثير أي أسئلة تُطرح على المالكين حول رمزية ردودًا غامضة فقط. ينسب البعض إليها وظيفة طلسم أو "احتياطي الثروة". حدد عالما الإثنولوجيا جيرمين ديترلن وزيدونيس ليغيرز المواقف التي كان الأب يعطي الجوهرة لابنه في سن الرجولة والزواج والرحل، قائلين له: "يا بني، أعطيك اتجاهات العالم الأربعة، لأن لا أحد يعرف أين ستموت. » 
تؤكد أسطورة شعبية طارقية أن محاربًا بدويًا شابًا أراد أن يعلن حبه للفتاة الصغيرة التي ملكت قلبه، حيث يتم حبس الأخيرة في منزلها وبالتالي يتعذر لها الوصول إلى رسائله. كان يحتل حداد القرية مكانة مهمة للغاية في مجتمع الطوارق، حيث كان يصنع أدوات المطبخ، ويشكل جميع الأجزاء المعدنية ويصمم المجوهرات النسائية. على هذا النحو، كان له الحق في الدخول إلى جميع العائلات التي كان يتاجر معها. ثم حصل الشاب على جوهرة تجمع بين مقطعي كلمة «بلهجة تمشك». T (a) R (a) » («تارا «المعنى» الحب»  وكتابة« ⵜⵔ » في أبجدية تيفيناغ) وعهد إلى الحداد بمهمة إيصال رسالة الحب إلى حبيبته بأكبر قدر من التقدير.

## روابط داخلية
- الطوارق
- أغاديز
- هواء
- تيميا
- الصليب الجنوبي

## روابط خارجية
- الموسوعة البربرية

## المذكرات والمراجع
1. 1 2 3 4 5  Beltrami, V. (1 Sep 1994). Croix d’Agadez (بالفرنسية). Éditions Peeters. p. 2129–2133. ISBN:2-85744-741-8. Archived from the original on 2017-08-13. Retrieved 2016-04-26.
2. ↑  Dieterlen، Germaine؛ Ligers، Ziedonis (1972). "Contribution à l'étude des bijoux touareg". Journal de la Société des Africanistes. ج. 42 ع. 1: 29–53. DOI:10.3406/jafr.1972.1697. مؤرشف من الأصل في 2022-06-15. اطلع عليه بتاريخ 2016-04-26.
3. ↑  Prasse, Karl-G.; Ghabdouane, Mohamed; ăgg-Ălăwje̳li, Ghubăyd (1998). Asăggălalaf tămaže̳q-tăfrănsist (بالفرنسية). Museum Tusculanum Press. p. 467. ISBN:978-87-7289-470-6. Archived from the original on 2021-07-16. Retrieved 2018-03-09.
4. ↑  "Origine de la croix d'Agadez". www.agadez-niger.com. مؤرشف من الأصل في 2016-11-15. اطلع عليه بتاريخ 2016-04-26.